# Aeroporto de Örebro
O Aeroporto de Örebro (em sueco:  Örebro flygplats e em inglês:  Örebro Airport; código IATA: ORB, código ICAO: ESOE) está localizado no centro da Suécia, a 12 km a oeste da cidade de Örebro.

Está situado situado a poucos quilómetros do ponto de confluência das estradas europeias E18 (Karlstad-Estocolmo) e E20 (Malmö e Gotemburgo – Estocolmo), tendo por isso acessibilidade direta a Estocolmo, Gotemburgo e Oslo.                                                                                                                                                      Está equipado para transporte de passageiros e de carga. É um importante centro de viagens charter com destino às ilhas Canárias, Maiorca, Grécia, Turquia, Tailândia e Croácia. É o 4.o maior aeroporto de carga do país.